# 観測問題
観測問題（かんそくもんだい、英: measurement problem）とは、量子力学においてどのように波動関数の収縮が起きるのか（または起きないか）という問題である。あるいは観測（観察）過程を量子力学の演繹体系のなかに組み入れるという問題と言い換えることもできる。収縮を直接観測することができないため、様々な量子力学の解釈が生まれ、それぞれの解釈が答えねばならない重要な問題を提起している。
量子力学において波動関数（量子状態）はシュレディンガー方程式に従って決定論的に時間発展し、異なる状態の重ね合わせとして表現される。しかし測定を行うと、そのうちの1つの状態にあることが分かる。測定は、量子系に対してシュレディンガー方程式で表されない「何か」をしていることを示唆する。観測問題とは、その「何か」が何であるかを記述することであり、また重ね合わせ状態がどのように単一の測定値になるかを記述することである。
言い換えると、シュレディンガー方程式はその後の任意の時間の波動関数を決定する。もし観測者と測定装置が、それ自身も決定論的な波動関数で記述されるなら、なぜ我々は測定結果を正確に予言できず、確率しか予言できないのか。一般的な問い：量子的現実と古典的現実との対応をどのようにして確立することができるのか。

## 観測問題へのアプローチ
渡部鉄兵は、観測における次の３つの条件のうち、いずれの２つも整合的であるにもかかわらず、３つを同時に仮定できないことを観測問題と呼んでいる。
- (A) 固有値と固有状態のリンク
- (B) 孤立系のシュレーディンガー方程式に従った状態の時間的発展
- (C) 測定により測定値が得られる事実

渡部鉄兵は、いずれかの条件を否定することで観測問題は解決できるとし、条件(A)の否定として隠れた変数理論、条件(B)の否定として標準解釈の射影公準、条件(C)の否定として多世界解釈をそれぞれ挙げている。
量子状態（波動関数も含む）のシュレーディンガー方程式に従う決定論的な時間発展（ユニタリー時間発展）から状態の収縮を数学的に導くことはできない。ただし、そのことが直ちに量子力学の自己矛盾を意味するわけではない。

## さまざまな解釈
この問題について説明を与えようとする様々な解釈がある。
コペンハーゲン解釈は基本的に収縮を認める立場である。標準的な解釈では、波動関数がどこで収縮するかについては任意性がある。つまりいつどの時点で観測が成立するのかは定義されない。これは収縮を道具（実用的な利用価値だけを認め、解釈には触れない）と見做す道具主義的な立場と相性がいい。一方で「収縮とは何なのか、積極的に解釈すべきである」とする立場もある。
アルベルト・アインシュタインは、「どの波動関数になるかについて、人間の知識が不足しているだけで、実際には決まっている」と考えた（局所実在論、隠れた変数理論）。1926年12月に彼がマックス・ボルンに送った手紙にある "He does not throw dice"（「彼（Old One、創造主）は賽を投げない」あるいは「神はサイコロを振らない」）は有名な言葉である。だが、この考えを具体化した局所的隠れた変数理論は、ベルの定理とその後の実験により否定された。
ヒュー・エヴェレットは、観測者も含めた大きい孤立系全体を量子論で扱うことを考え、観測者も含む全系の状態ベクトル（波動関数）としては収縮がなく重ね合わせのままでも、観測者の主観にとっては確率的な現象に見えるという考え方を提示した。（→多世界解釈）
自発的収縮理論は、シュレディンガー方程式の時間発展に修正を加えることで、観測問題にアプローチする。この理論は、収縮が観測とは関係なくランダムに生じているとする。1つの粒子では収縮はごく稀にしか起きないが、多数の粒子が集まることで即座に収縮が起きる。
その他の新しい解釈としては、マクスウェルの電磁方程式から導かれる遅延波と先進波に基づく、アメリカの理論物理学者ジョン・クレイマーの交流解釈がある。

## その他
1960年代になると哲学的な研究が盛んになり、パリ大学の理論物理学者 B.デスパニヤ（Bernard d'Espagnat（英語版））の最初の著作『量子力学と観測の問題―現代物理の哲学的側面』が出版された。この本は当時の観測問題の代表的な説を俯瞰するようになっている。
さらに 1968年7月には、ケンブリッジ大学でE.W.バスティン（Ted Bastin（英語版））とデヴィッド・ボームの企画による非公式のコロキウム（シンポジウム） "Colloquium : Quantum Theory and Beyond" が開催され、1971年その成果である同名の論考・討論集が出版された。訳書『量子力学は越えられるか』には一部割愛があるものの、当時の代表的な研究者の執筆や討論が収録されている。